# ラス・メニーナス
『ラス・メニーナス』（スペイン語: Las Meninas, 「女官たち」の意）は、1656年にスペイン黄金世紀をリードした画家ディエゴ・ベラスケスにより、制作された。謎かけのような構成の作品で、現実と想像との間に疑問を提起し、観賞者と絵の登場人物の間にぼんやりした関係を創造する。『ラス・メニーナス』の複雑な構成は、西洋絵画の分野では盛んに解析された。
『ラス・メニーナス』の舞台はフェリペ4世のマドリード宮殿の大きな一室である。スペイン宮廷人（人物も特定されている）の様子を何人かの評論家が言うようにスナップ写真のごとく、瞬間的に切り取り、写し描いてみせている。
人物像のうち、幾人かはカンバスの中から鑑賞者の側に向かって注意を向け、残りの幾人かが互いに交流している。幼いマルガリータ王女を取り囲んでいるのは、お付きの女官、侍女、目付役、2人の小人と1匹の犬である。彼らの背後には、大きなカンバスに向かうベラスケス自身が描かれている。ベラスケスの視線は絵の中の空間を超え、絵の鑑賞者自身の立ち位置の方向に向けられている。背景には鏡がかかっており、王と王妃の上半身が映っている。王と王妃は、絵の外、つまり鑑賞者の立ち位置と同じ場所に立っているように見える。また、別の研究家は、王と王妃の像はベラスケスが作製中の作品が映し出されたものだと考えている。
『ラス・メニーナス』は、西洋美術史において重要な作品であると長く認められている。バロック期の画家ルカ・ジョルダーノは「絵画の神学」を象徴するものだと言い、19世紀の画家トーマス・ローレンスは「芸術の原理」と呼んだ。最近のコメントには、「ベラスケスの最高作、自意識過剰で計算し尽くされた絵画による示威行動、そして恐らく、これまでになされたイーゼル画の可能性への最も厳しい批評」というものもある。

## 背景

### フェリペ4世の宮廷

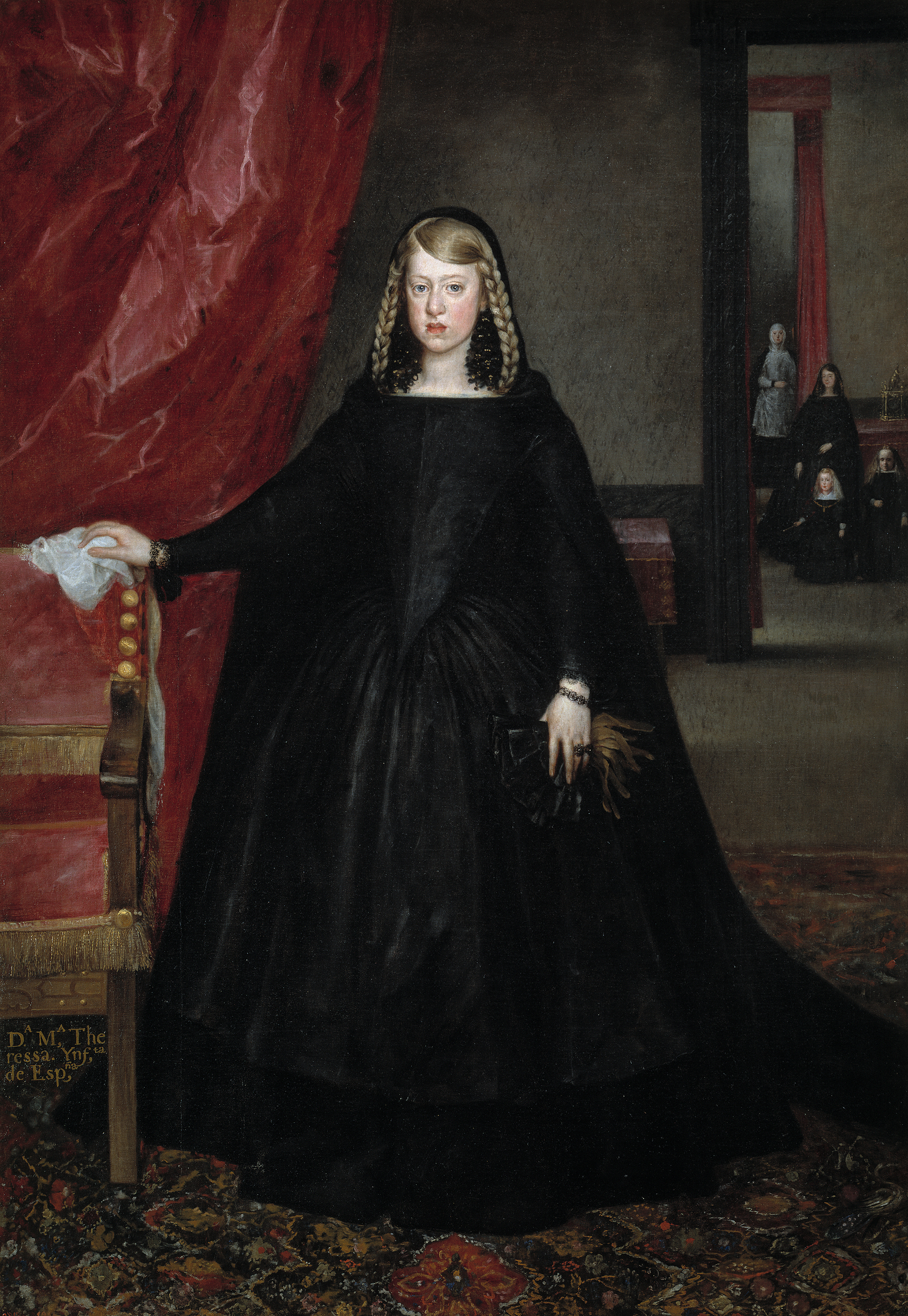
1666年、父の喪に服すマルガリータ王女 (1651–73)。フアン・バウティスタ・マルティネス・デル・マソ作。背後には弟のカルロス2世と、『ラス・メニーナス』にも登場した小人のマリバルボラがいる。王女は同年スペインを出て、ウィーンで結婚した。

17世紀のスペインでは、画家が高い地位を得られることは、めったになかった。絵画は、あくまで工芸であって、詩や音楽のような芸術とは見なされなかった。
しかし、ベラスケスは、フェリペ4世の宮廷で、苦労の末1651年2月、侍従長( aposentador mayor del palacio )に任命された。このポストのおかげで、ベラスケスは、地位と収入とを得ることができた。しかし、同時にその任務にかなりの時間をとられることとなった。人生最後の8年間で、彼は作品をほんの少し仕上げられただけだったが、その大部分は王家の肖像であった。『ラス・メニーナス』を描いたのは、彼が王宮で働き始めて33年目のことであった。
フェリペ4世の最初の妻イサベル・デ・ボルボンは、1644年に死去、一人息子のバルタサール・カルロスも2年後に死去した。
王位継承者を亡くしたフェリペは、1649年マリアナ・デ・アウストリアと結婚、マルガリータ王女は彼らの間にできた最初の子であり、絵が描かれた時点では唯一の子でもあった。その後、弟のフェリペ・プロスペロ(1657–1661)が生まれたが短命に終わり、次いでカルロス王子(1661–1700)が生まれた。カルロスは4歳で、カルロス2世として王位に就いている。ベラスケスはマリアナとその子らの肖像画を描いた。フェリペ自身は老年期の自分を描かせることを嫌ったが、『ラス・メニーナス』に自分が登場することは許した。1650年代初期、フェリペ王は故バルタサール・カルロスの居室のピアザ・プリンシパル(主室)を宮殿美術館としてベラスケスに与え、彼のアトリエとした。『ラス・メニーナス』の舞台は、この部屋である。フェリペ王は自身のイスをアトリエに置き、座ってベラスケスの作製を眺めることがよくあった。厳しい礼儀に縛られながらも、芸術を愛した王と画家は、非常に緊密な関係を築いたようである。ベラスケスの死後、王はその後継者についての覚書のふちに「がっくりきた」と書き残している。
1640年代から1650年代にかけてのベラスケスは、宮廷画家と、フェリペ4世のヨーロッパ芸術のコレクションを集める学芸員の2役を務めていた。彼は自身の任務に関して、かなりの自由を与えられていたようである。ベラスケスは、最も価値ある絵画を保管する部屋の装飾やインテリアデザインについて指示し、鏡や彫像、タペストリーを付け加えた。彼は歴代スペイン王の肖像についても、典拠、作製者の特定、掲示、目録作成などの責任者を務めた。1650年代初めには、ベラスケスは鑑定家として、スペインで広く尊敬を集めていた。今日におけるプラド美術館のコレクションのほとんどは、ベラスケスの指示のもと集められたもので、その中にはティツィアーノ、ラファエロ、ルーベンスの絵も含まれている。

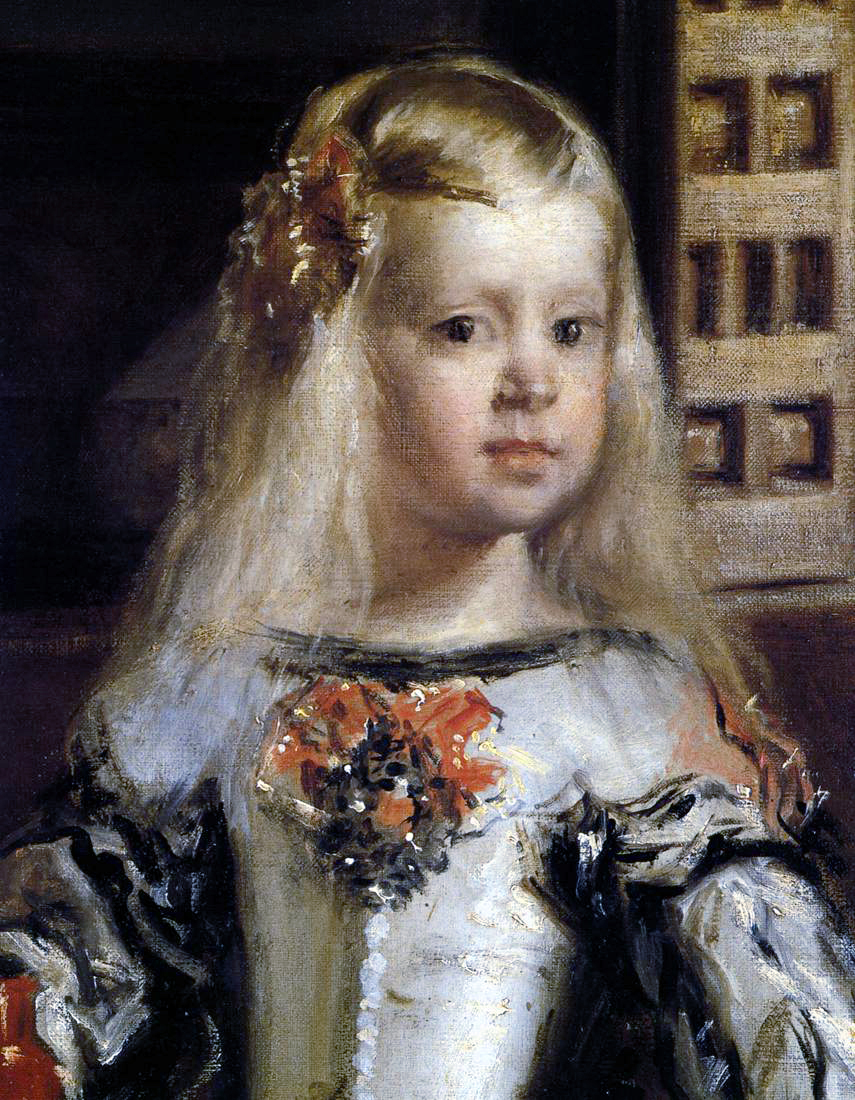
フェリペ4世の娘マルガリータ王女部分。彼女の左頬は1734年の火事で損傷し、大がかりな補修が施された。

### 作品の由来とコンディション
『ラス・メニーナス』は、最初期の目録では『ラ・ファミリア（家族）』として登録されている。1724年、スペイン黄金世紀のジョルジョ・ヴァザーリともいうべきアントニオ・パロミーノにより、『ラス・メニーナス』についての詳細が出版されており、いくつかの人物像のモデルが判別されている。作品を赤外線で調べた結果、若干のペンティメント、すなわち画家自身の手による変更点が発見された。例を挙げると、最初ベラスケス自身の頭は、向かって右よりもむしろ左に傾いていた。
『ラス・メニーナス』は、作品の元のサイズより、左右とも切り落とされて小さくなっている。1734年には、アルカサル（城）を壊滅させた火災により作品も損傷を受け、宮廷画家のホアン・ガルシア・デ・ミランダ( 1677 – 1749年 )の手で補修された。王女の左頬は、顔料の損失がかなりひどかったため、ほとんど全部塗り直されることになった。火災から救出された後の1747 ～ 1748年、『ラス・メニーナス』は王室コレクションの一部として目録に掲載された。この時に、マルガリータ王女は、異母姉のマリー・テレーズ・ドートリッシュと誤認され、1772年に新マドリード王宮の目録を作成した際にもそのままになっていた。1794年の目録では、初期のタイトル『フェリペ4世の家族』で登録され、1814年の目録作りの際もそのままだった。1819年のプラド美術館の創設により、そのコレクションに加えられた。1843年、プラド美術館のカタログに初めて『ラス・メニーナス』のタイトルで掲載されている。
近年『ラス・メニーナス』は、テクスチャーや色調に損傷が見られるようになってきた。汚れと、訪問する群衆への露出が原因で、「女官」の衣装の青と白の顔料も、かつては鮮明に対比していたものが弱まってきた。1984年、アメリカの美術修復人ジョン・ブレアリーのもと、19世紀の補修以来溜まった埃の「黄色のベール」を取り払ったのが最新のクリーニングである。このクリーニングは激しい抗議を受けたが、芸術歴史家のフェデリコ・ゼリによれば「いかなる形であれ、絵が損傷を受けたためではなく、見た目が変化したためである」という。しかしロペズ＝レイの意見では、「修復には非の打ちどころがない」という。
『ラス・メニーナス』は、そのサイズ、重要性、価値のため、展示のためだけに貸し出されることはない。

## 作図

### 主題

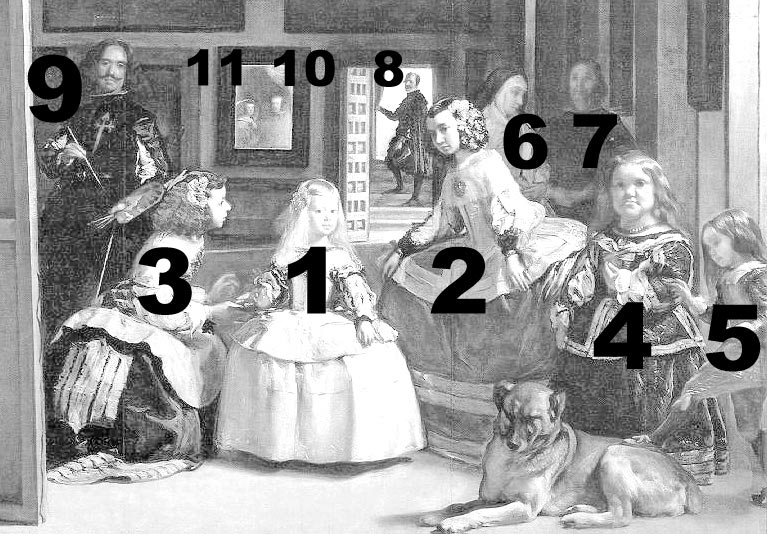
本文参照

『ラス・メニーナス』は、マドリードのフェリペ4世のアルカサル（城）にあるベラスケスのアトリエで描かれた。アトリエは非常に天井が高い部屋で、シルヴィオ・ガッジの言葉によれば「1点透視図法の格子線で区切れるような、シンプルな箱」だという。
前景の中央には、マルガリータ王女(1)が立っている。
この時点では王女は5歳で、フェリペ4世とマリアナの間に生まれた中では唯一の生き残りであり、のちに神聖ローマ皇帝レオポルト1世と結婚する。王女は2人の女官にかしずかれている。お辞儀をしようとしているのがイサベル・デ・ヴェラスコ(2)、ひざまずいて金のトレイの赤いカップ(bucaro)を王女に勧めているのがマリア・アグスティナ・サルミエント・デ・ソトマイヨール(3)である。王女の右側には、2人の小人がいる。軟骨無形成症のドイツ人マリア・バルボラ、通称マリバルボラ(4)と、イタリア人のニコラ・ペルトサート(5)である。ニコラはふざけて、足元のマスティフ犬を起こそうとしている。彼らの後ろに立った王女のシャペロン、マルセラ・デ・ウリョーア(6)は喪服を着ており、名前不詳の目付役( guardadamas )(7)に話しかけている。

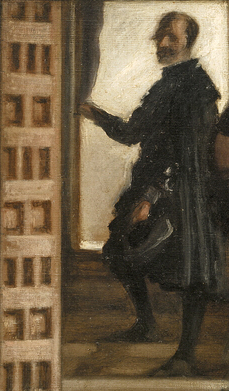
ドン・ホセ・ニエト・ベラスケスの拡大。

後部右側には、ドン・ホセ・ニエト・ベラスケス(8)が立っている。彼は1650年代、王妃の侍従であり、王室のタピストリー工場の長でもあり、画家の親戚であった可能性もある。ニエトは右の膝を曲げ、足を別の段に置いて立ち止まっている。芸術評論家のハリエット・ストーンの言う通り、「行くところか戻るところか」は不明である。ニエトはシルエットで描かれており、壁か何かをバックに、短い階段の途中でカーテンを開けているように見える。逆光や開いたドアから、その背後には別の部屋が存在しているようである。芸術歴史家のアナリザ・レッパネンによれば、その様子が「我々の視線をいやでも奥へと引きつける」のである。国王夫妻の姿は鏡に映っており、反対方向すなわち絵の前方に立っている。遠近法における消失点はドア付近にあり、右の壁と天井との接線を延長することで位置を求めることができる。ニエトを視界に入れているのは王と王妃だけであり、鑑賞者は前景の人物ではなく、国王夫妻の視線を共有することになる。
ベラスケス自身の姿(9)は画面左に描かれ、イーゼルに支えられた大きなカンバス越しに、こちらを見ている。彼の胸にはサンティアゴ騎士団の赤い十字があるが、彼がそれを受けたのは1659年のことであり、絵の完成の3年後のことである。パロミーノによれば、ベラスケスの死後、描き加えるようフェリペ王が命じたもので「王自身が描いたと考える者もいる」という。画家のベルトには、彼の王宮のアトリエの鍵が象徴化して描かれている。
背後の壁の鏡に上半身が映っている2人は、他の絵画やパロミーノの記述から、フェリペ4世(10)と王妃マリアナ(11)だと確認されている。一般的には、ベラスケスは国王夫妻の肖像を描いているところで、鏡に映った夫妻の像は絵のポーズをとっているところ、そして夫妻の娘がそれを見ているところ、と仮定されている。つまり『ラス・メニーナス』は、国王夫妻からの視線で描かれているのである。

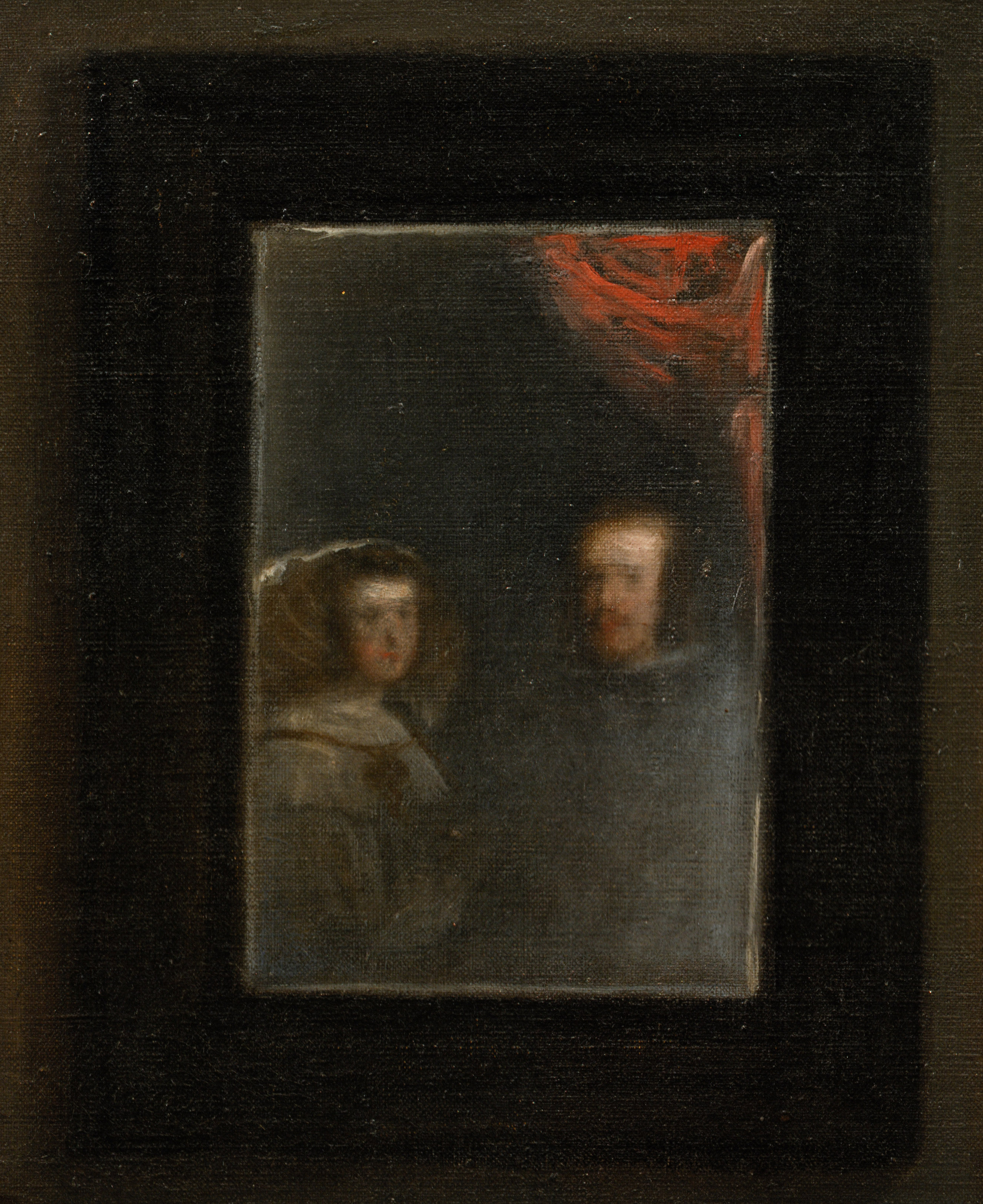
背後の壁にかかった鏡の拡大。

描かれた9人の像のうち、国王夫妻もしくは鑑賞者の視線から直接見えているのは5人である。彼らの視線や国王夫妻の鏡像から、国王夫妻がいるのは、作品に描かれた空間の外側だと考えられる。それとは別に、芸術歴史家のH.W.ジャンソンは国王夫妻の像は、ベラスケスの描くカンバスが鏡に映ったものだと考えている。ただしカンバスの正面は、観賞者側からは見えない。他の論評家には、ベラスケスが制作中のカンバスは、彼の描いた肖像には大きすぎるが、『ラス・メニーナス』の大きさと同じくらいだと考える人もある。ベラスケスが描いた国王夫妻の肖像のうち、2人一緒に描かれたものとしては、知られる限り『ラス・メニーナス』が唯一である。
鑑賞者の視線は、国王夫妻のものとほぼ重なると思われるが、この点については広く論議の的になってきた。国王夫妻が揃って肖像画のために絵のポーズをとっている際の、2人の視線に基づいて描かれた場面であり、王女やその女官たちは夫妻の退屈を軽減しようとしているのだと、多くの批評家は考えている。また、ベラスケスはマルガリータ王女を描いているのだと推測する批評家もいる。現在でも、見解の統一にはまだ至っていない。
部屋の後ろの壁は陰になっていて、絵が列になって架けられている。この絵の中には、ルーベンスによるオウィディウスの『変身物語』の連作や、ベラスケスの義理の息子と主任助手ホアン・デル・マーゾによるヤーコブ・ヨルダーンスの模写も含まれている。絵は、この時期に書かれた目録の、記録通りの位置に描かれている。右手の壁には、小さめの絵が8つ格子状に架けられているが、角度のせいで、鑑賞者の位置からはほとんど額しか見えない。それらの絵は目録から、ルーベンスのオウィディウスの連作をマーゾが模写したものだと特定できたが、絵の中では2枚が少し見えるだけである。

### 構成
絵の表面は水平方向に4つ、垂直方向には7つに分割されている。このグリッド線は、人物像のグループをきちんと組織化するのに役立ち、当時は一般的に使われた技法であった。ベラスケスは人物像を9つ、国王夫妻の鏡像を含めれば11の肖像を描いたが、彼らはキャンバスの下半分を占拠している。
さらに複雑なことに、7分割は絵の表面構成だけではなく、奥行にも適用できる。不規則な間隔で7層に配列された、舞台装置のような表現が興味深い。最初の層は、絵の左側に突き出したキャンバスと、右側の大きな犬と男の小人で構成される。
2番目の層には、王女と女官、小人がいる。3番目の層を成すのは、画家自身や、その少し後ろにいるシャペロン、目付役である。4番目の層は、絵の架かった後部の壁面である。ドアの向こうでニエトが立っているのが、5番目の層である。6番目の層は、後ろの壁にかかった鏡の奥で、鏡像が映し出される場所である。7番目の層が、鑑賞者や国王夫妻が立つ場所、ということになる。
ロペス＝レイによれば、『ラス・メニーナス』にはフォーカル・ポイントが3つあるという。マルガリータ王女、自画像、そしてフェリペ4世とマリアナ王妃の上半身の鏡像である。1960年、芸術歴史家のケネス・クラークは、この構成がうまくいったのは、何よりも明暗を正確に描写した成果であるとしている。
この絵では、フォーカル・ポイントごとに、新しい見せ場がある。『ラス・メニーナス』のように入り組んだ群像を描く場合、画家はその関係を破綻させてはならない。そのために画家は様々な手法を取る。遠近法もその1つである。しかし結局のところ、視覚的な印象はトーンの正確さによるという1つの真実に行きつく。デッサンは簡潔かつ単色ではあるが、トーンの正確さが保たれていれば、絵は破綻しない。
奥行と立体感を生んでいるのは、線遠近法を使用し、人物像の層を重ね、クラークが述べるように特にトーンの表現によるものである。この構成要素は、絵の中で様々に表現されている。まず自然光は、画家のアトリエと、その向こうを照らしている。絵の前景と中景は2つの光源に照らされていて、1つは開いたドアから漏れる細い筋状の光であり、もう1つは右手の窓から差し込む幅広い流れの光である。20世紀フランスの哲学者であり文化評論家のミシェル・フーコーの論では、窓からの光は、アトリエ前景と、絵には描かれなかった手前部分とを照らしており、国王夫妻や鑑賞者も光を浴びているという。
ベラスケスはこの光を使って、それぞれの形の立体感や細かい部分を表現しただけでなく、絵のフォーカル・ポイントを明確にしている。右手から流れ込む光が、光源に最も近い位置にいる女小人の飾り紐や金髪を明るく輝かせている。しかし彼女の顔は光とは逆の方向を向いていて陰になっているので、特に注目を引くものとはならない。同様に、彼女の近くにいる侍女の頬にも斜めに光がさしているが、顔の表情には届いていない。その淡い色のドレスも、ほとんどが陰になって沈んでみえる。一方マルガリータ王女は全身に光を浴びて立っており、その視線とは裏腹に、顔も光源の方に向けられている。王女の顔を淡い色の髪が取り囲み、彼女は絵の中で特別な存在となっている。コルセットや堅い胴着で締めあげられた小さな円錐形の胴体、キャンディが入った卵型の箱のようなパニエで広がったスカート、と、王女の姿は光の中に鮮やかに浮き立っている。王女の衣装の明るい金襴と、その足元の暗い影とは、鋭い対比を生んでいる。それぞれの効果により、王女の小さな姿に鑑賞者の注目は集中するのである。

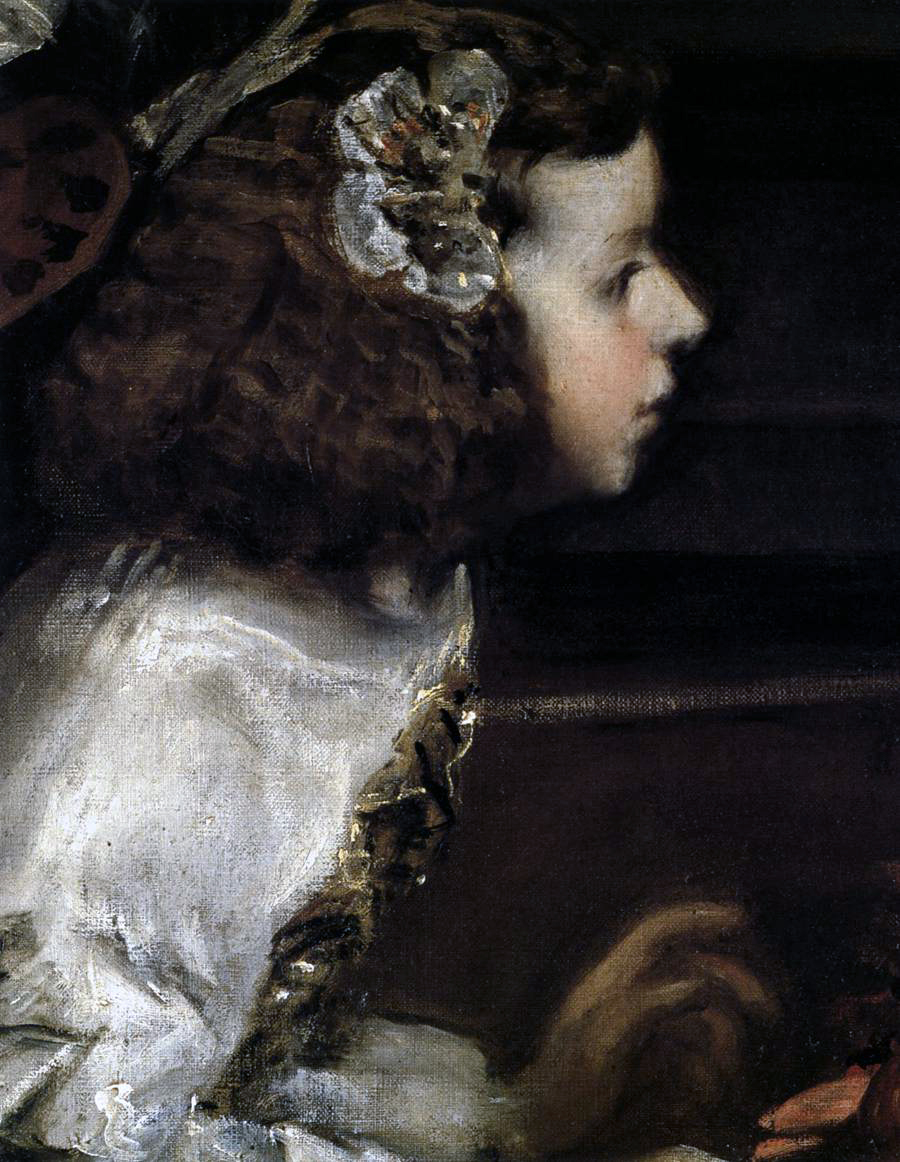
マリア・デ・ソトマイヨール部分の拡大。ドレスを見ると、ベラスケスの筆のタッチが分かる。

ベラスケスはさらに王女を強調するため、王女の侍女の配置を前後左右に振り分け、明暗を生むようにした。左の侍女の顔は光の方を向き、その明るく照らされた横顔と袖とが斜めのラインを描いている。反対側の侍女は、左の侍女の大まかな反転となって、2人の間に三角形の空間が作り出される。王女はその空間に、保護されて立っている。
さらに内側に、斜めの線が王女の占めるスペースを通っている。同様の関係が、女小人とベラスケス自身の像の間にも見られ、どちらも同じ角度で鑑賞者の方を向き、視覚的な緊張感を生み出している。ベラスケスの顔をぼんやりと照らし出すのは反射光であり、直接光が当たったものではない。彼の特徴ははっきりした線では描かれていないが、より光源に近い位置にいる小人よりも見やすく描かれている。顔全体が鑑賞者の方に向けられていて見る者の注意を惹きつける。黒い髪と、光の当たった手や絵筆とが対比を生み、画家の袖に当たった光が巧みに形づくる三角形は、顔を直接的に指し示す効果を生む。
画家の人物像から、鑑賞者の視線は再び絵の中へと斜めに惹きつけられる。別の男性が、中ではなく外側、光と影ではっきり特定できる者とできない者、というように、画家の形を反転して繰り返している。絵の後方部分で、トーンに強いコントラストをつけるのは、大胆な構成戦術といえる。明るい光を浴びた姿は、前景で不規則な光に照らされる侍女の姿に似ている。はっきりとしたドア枠の形は、鏡の枠の形で繰り返されている。
鏡は、幅広の黒い枠の中に、淡い色彩で描かれている。幾何学的な明確な線は、照らし出された顔同様、鑑賞する者の視線を惹きつける。ドアや、前景の小人や背景の男性のように陰になったり斜めになったりした顔など、幾何学的に不完全な線が鑑賞者を惹きつける力は劣る。鑑賞者には、国王夫妻の特徴を見分けることはできないが、表面が乳白色に輝く鏡の中に、上気した卵型の顔がこちらに向けられているのがはっきり分かる。ジョナサン・ミラーの指摘によれば、「斜めの切断面が白く輝いている、その鏡に映る像と実像との違いで最も重要な点は、肖像をはっきりと映すには反射光しかなかったはずの周囲の壁の薄暗さと、明るく照らされた国王夫妻の姿との間に矛盾があることである。」。
侍女ともう1人の侍女、国王夫妻の実像と鏡像、シャペロンや目付役のぼんやりと照らし出された姿、王女の世話を焼く2人、と多くが対になっている。これらの人物像の配置には、1人の男、1組の男女、1人の男、1組の男女、と一定の様式がある。外側の人物像の方が内側の人物像に比べ観賞する者に近い位置を取る一方で、彼らはみな絵の表面上、同一の水平線上に位置する。
前景では男小人が、絵の複雑さを増し、さらに視覚的相互作用を生みだしている。彼の挙げた手は、背景の男性の動作の繰り返しであり、一方そのはしゃいだ様子は、中央からそれた所で全く反対の雰囲気を醸している。彼のくだけた態度、陰になった横顔、暗い色の髪、といった彼の全てが、王女にひざまづく侍女と対照的である。しかし、画家は彼を窓から差し込む光の流れの手前に置くことで、この前景の人物の表現上、トーンのコントラストを最小に納めた。
この絵の持つ空間的多義性にもかかわらず、『ラス・メニーナス』は、画家が描いた建築的空間としては最も完璧なものであり、天井が描かれた唯一の絵である。ロペス＝レイによれば、他のどの構成においても、ベラスケスがこれほどドラマティックに観る者の視線を惹きつけたことはない。彼は鑑賞者の目を後方、つまり画家が描いているのが見えるキャンバスと、国王夫妻が立っている想像上のスペースの両方へと導いたのである。むきだしの暗い天井、ベラスケスのキャンバスの裏、額に入れられた絵の厳密に幾何学的な線などは、生き生きと明るい光で贅沢に描かれた前景の取り巻きたちと、対照をなしている。

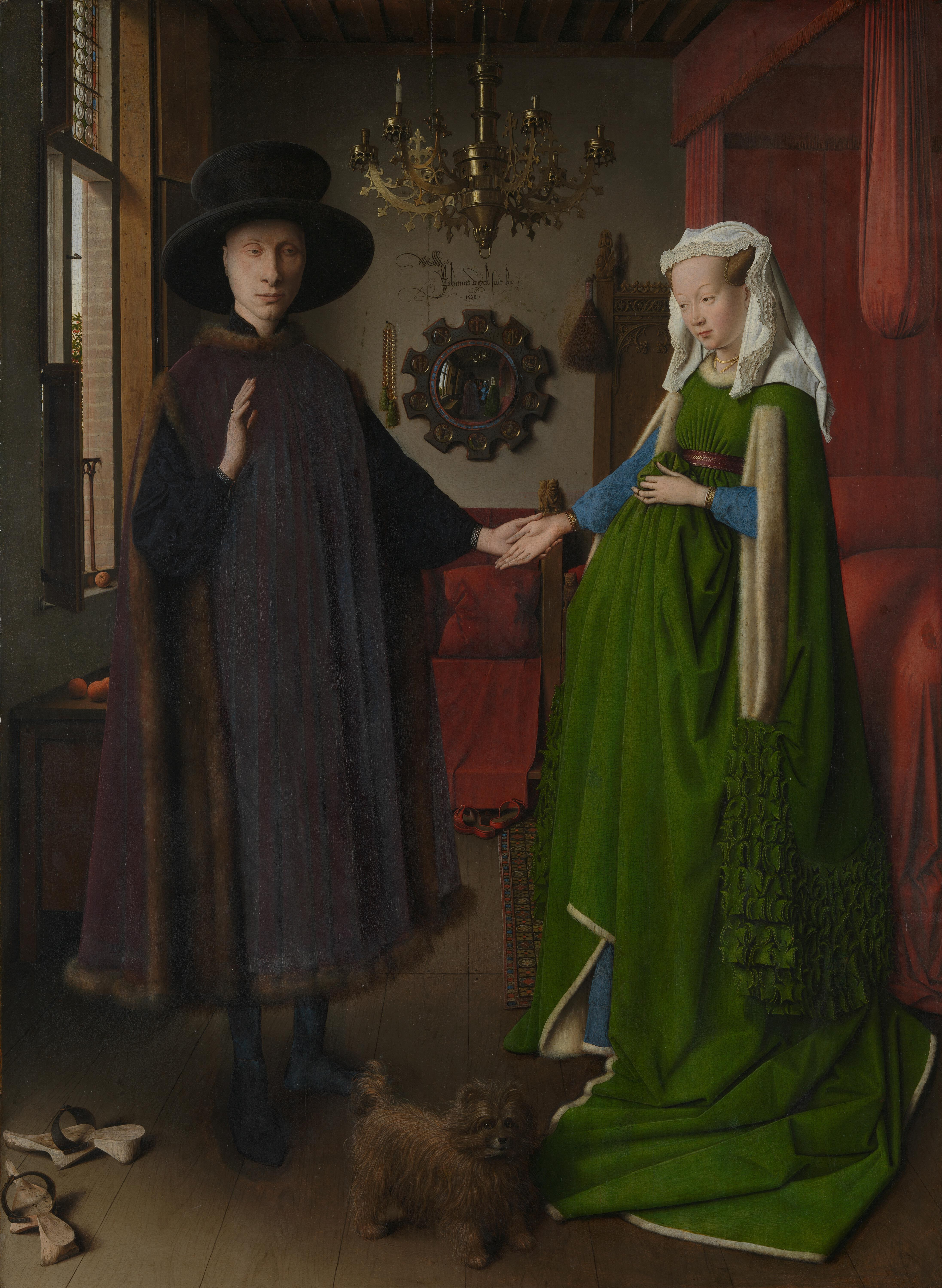
『アルノルフィーニ夫妻像』(1483年)でヤン・ファン・エイクは、ベラスケスの『ラス・メニーナス』と同様の手法で、鏡に写った像を利用した。

ストーンは次のように書いている。
我々は、一瞥しただけでは描かれた全ての人物を理解することはできない。実物大という絵の大きさのせいばかりではなく、人物像の頭部が色々な方向を向いていて、鑑賞者の視線が分散してしまうからである。絵が人物像を通して伝えるのは、それがよく理解されるよう順番に次々と、現在も続く歴史の前後関係の中で考慮されなければならないということである。枠の中にまた枠といったこの絵の中でさえ、現在も歴史には枠がないのである。

### 鏡と鏡像

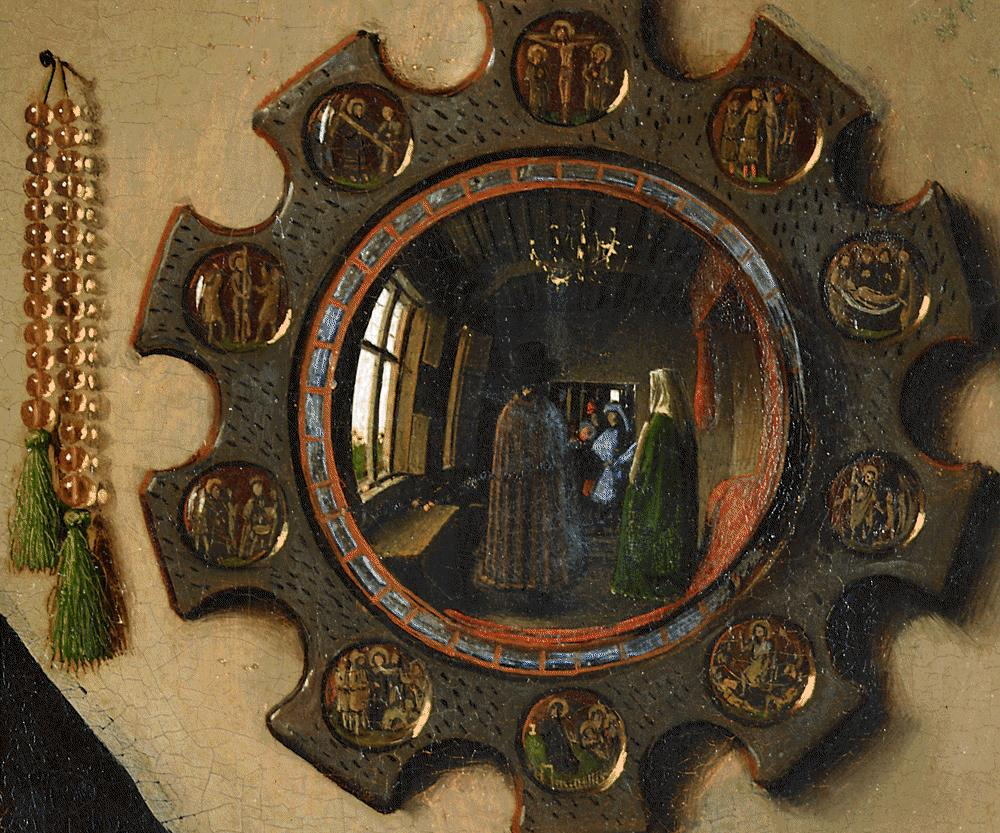
『アルノルフィーニ夫妻の肖像』より、鏡部分の拡大。

鏡像の空間構造と配置は、フェリペ4世とマリアナ妃が鑑賞者の側に立って、王女やその取り巻きの方を向いているように見えるのと同じである。ジャンソンによると、フェリペ4世夫妻のため前景に人々が集まっているだけでなく、画家の意識が国王夫妻に集中しているので、夫妻の肖像画に取り組んでいるところと思われる。鏡像として小さく登場するだけとはいえ、国王夫妻の占める位置はキャンバスの中央であり、これは構成の工夫であると同時に社会階層の反映である。絵の場面に対する目撃者として、我々の位置ははっきりしない。観賞する者のそばに国王夫妻が立っているのか、それとも鑑賞者が国王夫妻の目を通してこの場面を眺めていると考えるべきなのかは、論議されてきたところである。後者の考え方の根拠としては、人物像のうちベラスケス、王女、マリバルボラの3人の視線が、鑑賞者の方に真っ直ぐ向けられていることが挙げられる。
背後の壁に架かった鏡は、そこに存在しないものについても示している。すなわち国王夫妻、そしてハリエット・ストーンの言葉を借りれば「絵の前で、国王夫妻のふりをする見物人」である。1980年に、批評家のスナイダーとコーンは次のように観察している。
ベラスケスは、便利なキャンバス代わりに鏡を使って、肖像を描こうとした。なぜ彼はそんな事を？　鏡の中の明るい像は、国王夫妻そのものを映しているように思えるが、実はそれ以上の効果がある。鏡は実像に勝るのである。鏡像は反映に過ぎない。何を反映しているのか？　真実、すなわちベラスケスの芸術を反映しているのである。神に定められた君主の面前で・・・ベラスケスは自分の芸術的技巧に歓喜し、フェリペ王とマリアナ王妃に、自分たちの肖像が鏡に映っているのを捜すよりも、熟練の画家の鋭い洞察力に注目すべきだと助言した。ベラスケスの前では、鏡像は真実の模倣に過ぎない。
『ラス・メニーナス』の場合、国王夫妻がいるのはおそらく絵の「外側」のことだが、背後の壁に架かった鏡の中の像により、夫妻も絵の「内側」へ取り込まれている。
『ラス・メニーナス』は、1434年ヤン・ファン・エイク作『アルノルフィーニ夫妻の肖像』の影響を受けているようである。当時、ファン・エイクの絵がフェリペ王の宮殿にかけられており、ベラスケスにもなじみがあった。『アルノルフィーニ夫妻の肖像』でもまた、絵画世界の後方に置かれた鏡に2人の人物像が映っており、ベラスケスの場合と同じようなアングルの光景が描かれている。人物像が小さすぎて確認しづらいが、そのうちの1人は画家本人ではないかと思われ、絵の世界には描かれていないのである。ルシアン・ダレンバッハは次のように述べている。
『ラス・メニーナス』の鏡は、ファン・エイクの場合と同じく、絵の鑑賞者と向かい合っている。しかしその手法はより現実的で、国王夫妻が映った鏡の様子は凸面ではなく平面である。初期フランドル派のエイクの鏡像が、鏡の曲面により集約・変形された空間の中で姿や特徴を再構成しているのに対し、ベラスケスの場合、遠近法の原則を軽くあしらうことを嫌って、絵の前方に立つ国王夫妻の像をゆがみなくキャンバスに描いた。さらに画家は、自分が観察している人物を描くと共に、画家を観察している人物を鏡を介して描いて、相互に見つめあう関係を打ち立て、内部と外部の区切りをあいまいにした。これにより「額から現れる」感じを生むと同時に、絵を観る者が絵の世界に入り込んだかのような錯覚を感じさせることに成功している。
ジョナサン・ミラーは次のように語っている。「我々は、国王夫妻の霞んだ姿をどう解釈すべきなのか？　鏡の持つ視覚的欠点と関係することはありえない。実際の鏡は、国王と王妃のくっきりした像を示していたのだろう。」「描かれた鏡に加え、彼は描かれていない鏡をも暗示している。今日私たちが目にするような絵を描くには、もう1枚の鏡が必要だったはずだからである。」

## 解釈
『ラス・メニーナス』の難解さは、ドーソン・カールによれば、「芸術、そして人生は、幻想である」ことを示唆しているという。幻想と現実の関係は、スペイン・バロック文学の有名作『ドン・キホーテ』によく現れているように、17世紀スペイン文化の中心的な関心事であった。この点でペドロ・カルデロン・デ・ラ・バルカの哲学劇『人生は夢』は、ベラスケスの絵の文学版に当たると見なされている。
生き甲斐とは何か？　熱狂　人生とは何か？

それは影、幻影、そして偽り

最も大きな利点もささやかなもの　人生

それはただの夢、そして夢すらも夢

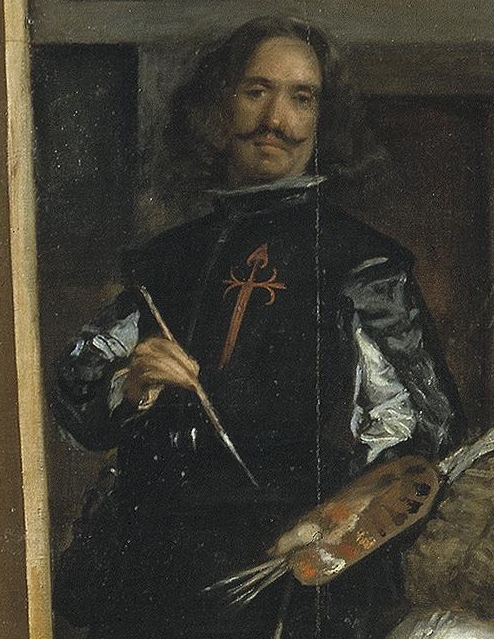
ベラスケスの胸に描かれたサンティアゴ騎士団の赤十字の拡大図。画家が王命により入団したのは1659年11月28日のことであり、おそらくこの部分は後日描き足されたものであろう。

ジョン・マンチップ・ホワイトは、この絵がベラスケスの人生とキャリア、その時点での彼の芸術を物語る履歴書ともいえると述べている。彼が描いたただ1つの自画像を置いた王宮の部屋には、王族や廷臣が集い、コルテスでの生活を匂わせるオブジェが並んでいた。芸術歴史家のスヴェトラナ・アルパースは、王侯貴族社会で画家として働くことでベラスケスは、芸術家としての自分やその絵に対し高い敬意を払うよう求めたのではないか、そして特に、絵画は機械的技術というよりはむしろ自由七科だと提言したのではないかと考えている。この区別は、当時から論争点となっていた。サンティアゴ騎士団が、機械的技術により働く人々を原則除外した時から、ベラスケスにとっても重要な事柄になったのだと思われる。
ミシェル・フーコーは、著作『言葉と物』(1966年)の冒頭の章を『ラス・メニーナス』の分析に費やした。フーコーはこの絵を、非常に詳細に解説したが、それは「規定する訳でもなく、芸術史を調査した色々な文献を参照にする訳でもなく」という状態であった。フーコーは主題にこだわらずに絵をとらえ、画家の経歴、技術力、典拠や影響、社会的背景や後援者との関係も重要視しなかった。彼が分析しようとしたのは、画家の意図した作略、画家と女官と鑑賞者の視覚関係の、複雑に強調された繋がりであった。
我々が絵を観賞すると、画家は絵の中から順番に我々を見回す。互いにちらりと一瞥し、視線が絡む。しかし相互に見合う弱々しい線には、疑念、交換、見せかけの複雑なつながり全体が包括されている。画家は、彼の主題と同じ位置に偶然立ったときに、視線を我々に巡らせる。
フーコーにとって『ラス・メニーナス』は、ヨーロッパ芸術の新しいエピステーメー、あるいは考え方の最初の発露であった。絵が表すものは、芸術の歴史の2つの「大きな断続」、クラシックとモダンの中間点であり、「おそらくベラスケスの絵には、古典的表現と、我々にもなじんだ空間の定義が存在する・・・表現は最終的にそれを妨げてきた関係から解き放たれ、本来の純粋な形で描かれるようになった」。

## 到達点としての『ラス・メニーナス』

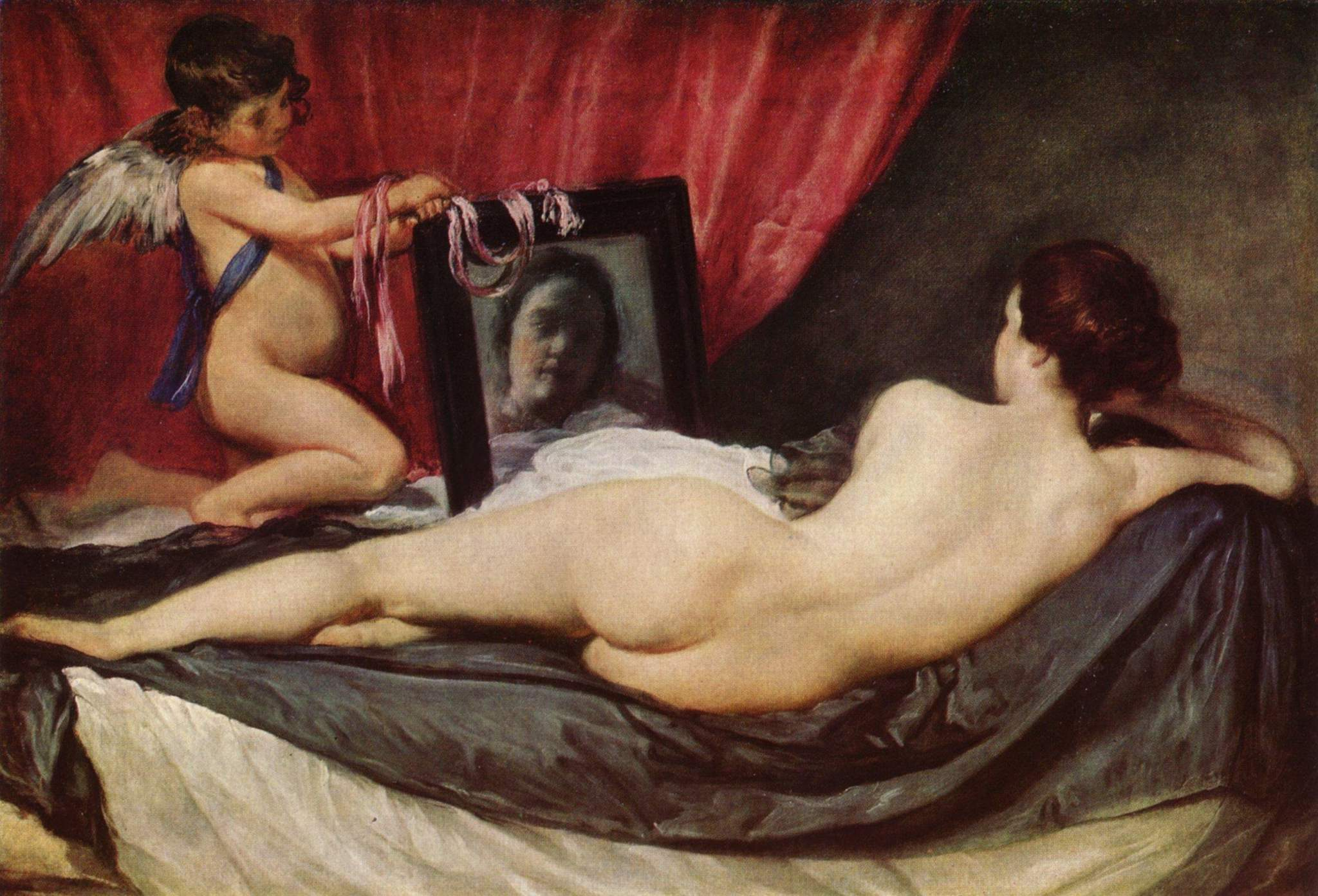
『鏡のヴィーナス』。

ベラスケスは初期の作品で、慣例にとらわれない表現を試みているが、その多くを『ラス・メニーナス』の中でも取り入れている。ベラスケスの現存する唯一の裸婦像『鏡のヴィーナス』では、ヴィーナスの顔は鏡の中でぼやけ、全くリアリティがない。「自身を見ているというより、当惑して我々を見ている」ような角度に鏡は保持されている。1618年に描かれた初期の作品『マルタとマリアの家のキリスト』では、キリストと弟子たちの姿は、背後の部屋に通ずる給仕用の窓からしか見えない。ロンドンのナショナル・ギャラリーはこれを意図的な構図であると確信しているが、修復前は、多くの芸術歴史家たちはこの部分について、メインの場面の壁に架かった絵なのか、鏡に映った像なのか考察を重ねてきたが、議論は尽きない。2つの場面では着用されている衣服も異なっている。メインの場面では現代風の衣服を身につけているのに対し、キリストの場面では従来通り、聖書図解的な衣装を身に付けている。

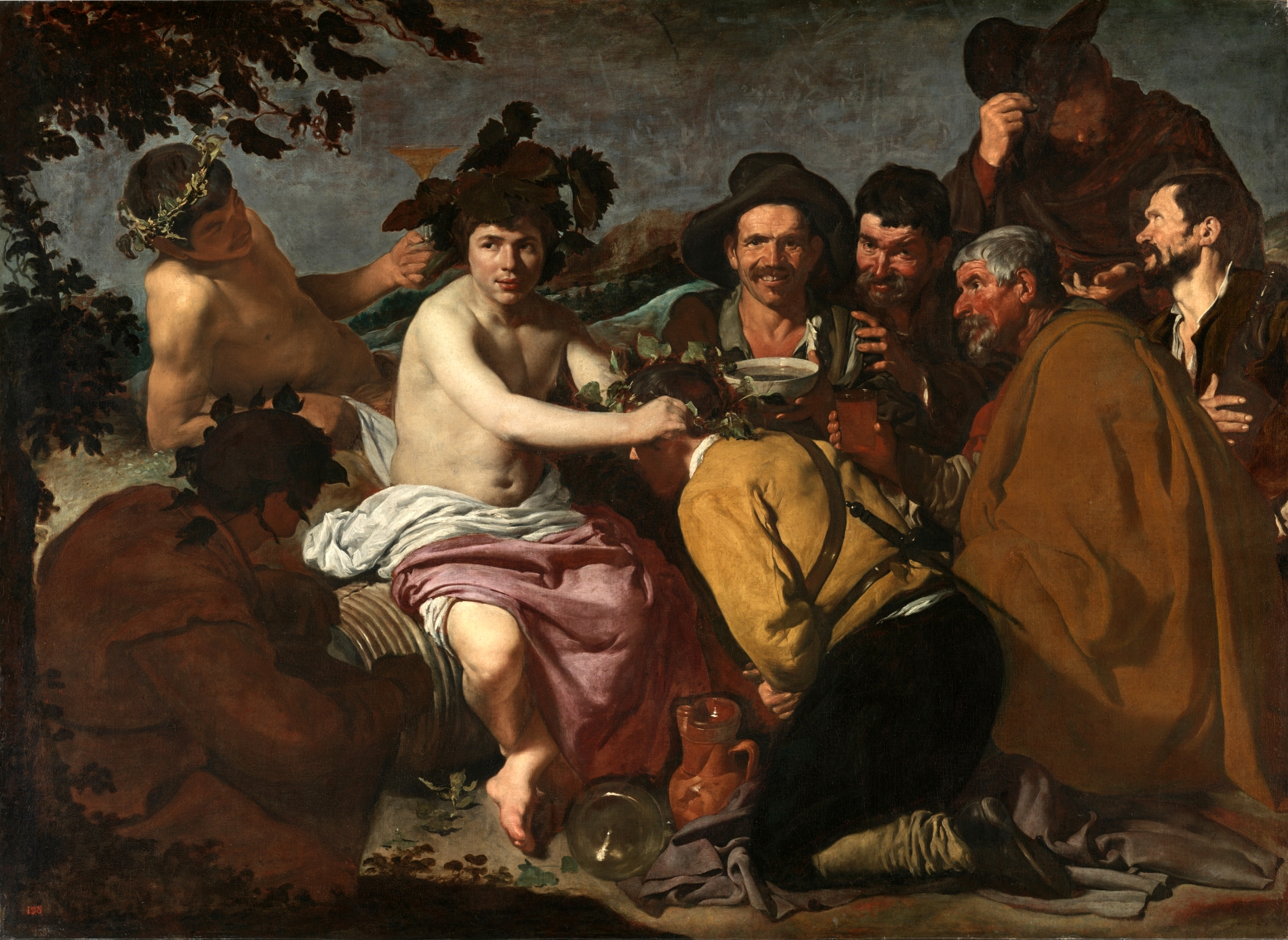
『バッカスの勝利（酔っ払いたち）』

この特徴は、1629年の『バッカスの勝利』にも見られる。この絵では、現代の農民がバッカス神やその仲間に交わっているが、神の姿は従来神話通り、裸の状態である。この作品では、初期の「食品庫の静物」作品他と同じく、人物像は鑑賞者を正面から見据え、その反応を伺うかのようである。

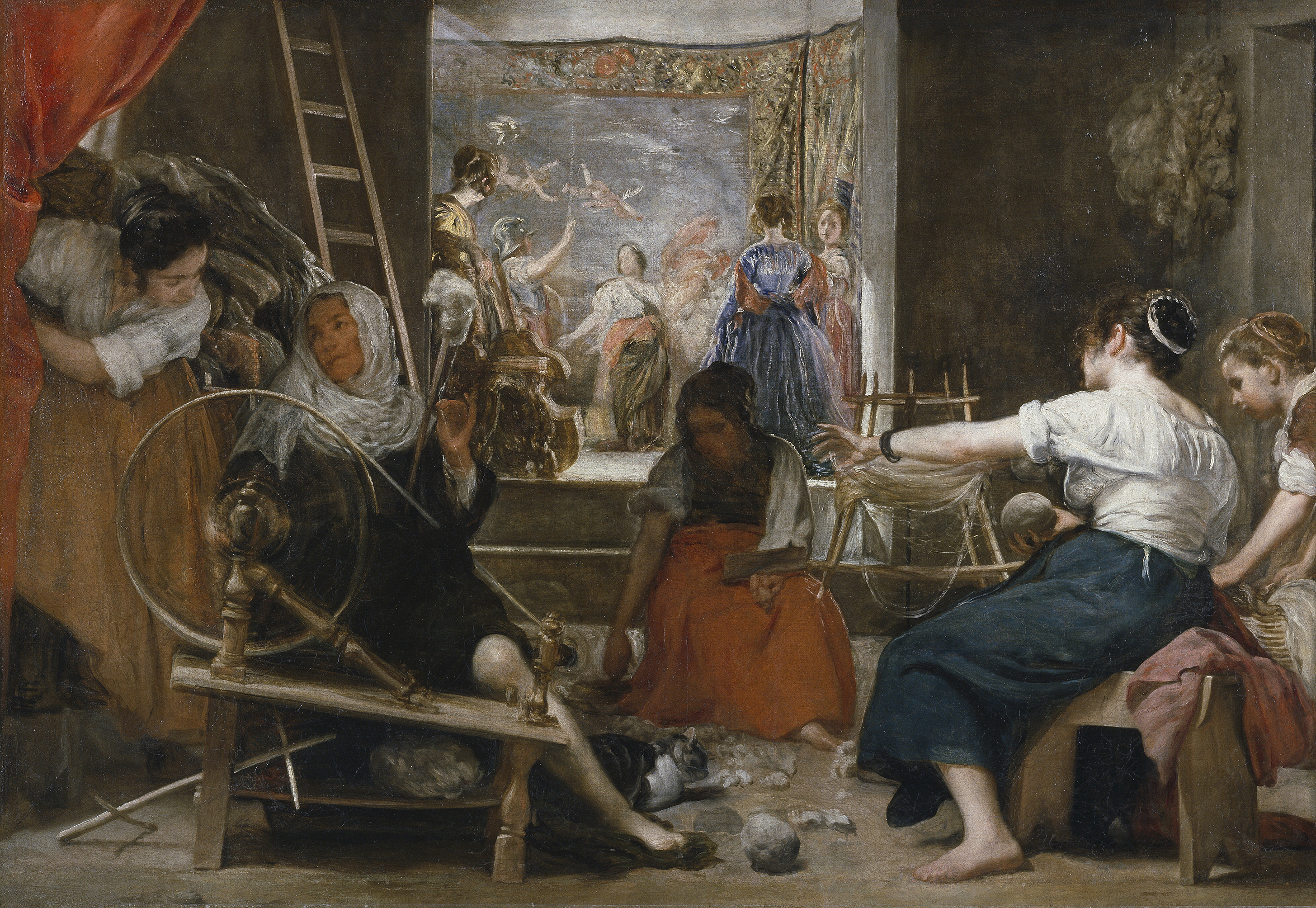
『アラクネの寓話（織女たち）』。

『アラクネの寓話（織女たち）』は恐らく『ラス・メニーナス』の後に描かれた絵で、オウィディウスから2つの場面が取り入れられている。
1つは、前景で現代風の衣装を着用した人々、もう1つはその後ろで、一部が古代風の衣装を着て、部屋の壁の上のタペストリーの前で演技する人々である。批評家シーラ・ダンベによれば、「描写や迫力の面では、この絵で採られた手法は『ラス・メニーナス』での扱いと密接な関係があるという。1630年代の終わりから1640年代にかけて描かれた一連の肖像画は、現在では全てプラド美術館に所蔵されているが、ベラスケスは神や英雄、哲学者の扮装をした道化や、その他の王家の人々を描いた。その意図には、少なくともよく知っている人々にとっては滑稽な部分も確実にあるが、非常にあいまいな表現になっている。
ベラスケスの描いた王家の人々の肖像画は、その時点までは直接的なものであり、非常に写実的で複雑な表現がなされた。一方で国王の肖像は、宮殿の広大な部屋の向こうにいるという構図であり、他の作品よりも力強く華美な、ベラスケス特有の手法が取り入れられた。ベラスケスの画法は類のないほど自由で、『ラス・メニーナス』に近付いていくと急に人物像が絵のしみのように見えてくるポイントがある。柄の長いブラシを使うことで、彼は離れた場所からその効果を確かめながら描くことができたのである。

## 影響

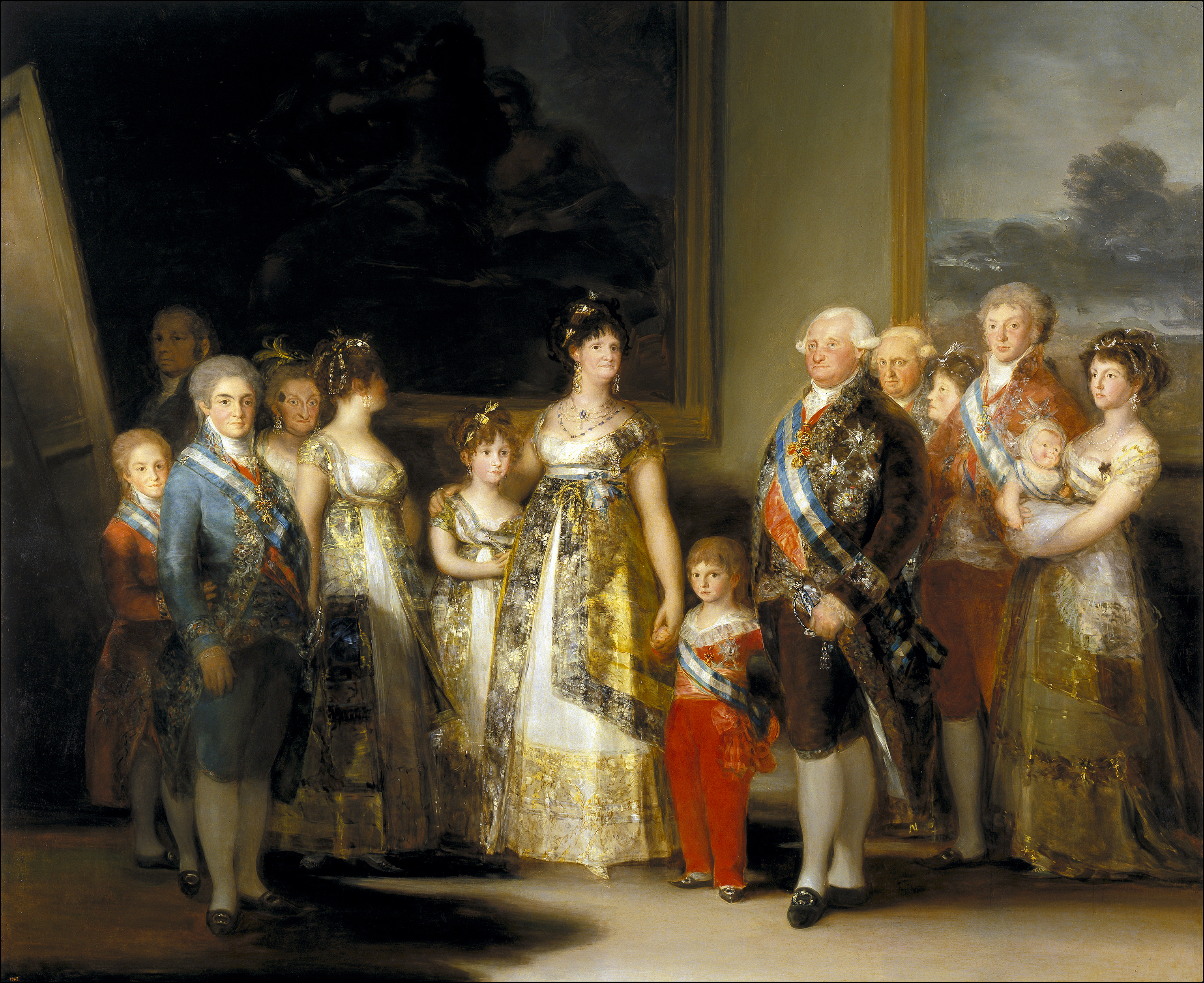
ゴヤ作『カルロス4世の家族』には『ラス・メニーナス』の影響が読み取れるが、主題の扱い方はベラスケスの肖像画に比べ共感的ではない。

1692年、ナポリの画家ルカ・ジョルダーノ(1634–1726年)は、フェリペ4世の私室に飾られた絵を観ることができる少数に仲間入りを果たし、『ラス・メニーナス』に大きく心を動かされた。ジョルダーノはこの作品を「絵画の神学」と呼び、感化されて『ベラスケスへのオマージュ』という作品を描いた。18世紀初めには、彼の作品は国際的に認知されていた。その世紀の終わりには、英国の収集家が絵の入手を目的にスペインを訪れている。英国の鑑定家の間ではイタリア絵画の人気が絶頂期を迎えていたので、彼らはイタリアの影響を明白に受けた絵に群がり、『ラス・メニーナス』のような例外を無視する風潮があった。
デル・マーソ作の2枚の肖像画に、『ラス・メニーナス』で描かれた主題のほぼ直接的な影響を見ることができる。いくつかの点で、『ラス・メニーナス』のモチーフを逆向きに描いているのである。10年後の1666年デル・マーソは、15歳になって神聖ローマ皇帝との結婚に向けてマドリードを去ろうとしている時期のマルガリータ王女を描いている（上、喪服姿のマルガリータ王女の肖像画を参照)。背景には、離れた戸口のあたりに2人の人物像が描かれている。1人はマルガリータ王女の弟で新しい王のカルロス2世であり、もう1人は小人のマリバルボラである。また寡婦となったマリアナ王妃を描いたデル・マーソの肖像画には、アルカサルの戸口の向こうに、若い王と、おそらくマリバルボラを含む小人たちや、彼に飲み物を勧める女官たちの姿が描かれている。
フランシスコ・デ・ゴヤは1778年に、『ラス・メニーナス』のエッチング作品を制作し、のちにはベラスケスの絵を元に『カルロス4世の家族』を描いた。『ラス・メニーナス』同様ゴヤの作品でも国王一家は、明らかに画家のアトリエを訪れているのである。どちらの絵でも画家はキャンバスに向かっており、キャンバスの裏側が見えているだけである。しかしゴヤは、『ラス・メニーナス』に見られた暖かく趣のある遠近法を、ピエール・ガシェのいう「一触即発の息詰まる雰囲気」に置き換えた。ゴヤの描いた国王一家は「民衆向けの舞台の一方で、画家は舞台袖で無慈悲な微笑を浮かべ、《彼らを見て自身で判断したまえ！》と指摘しているのである」。

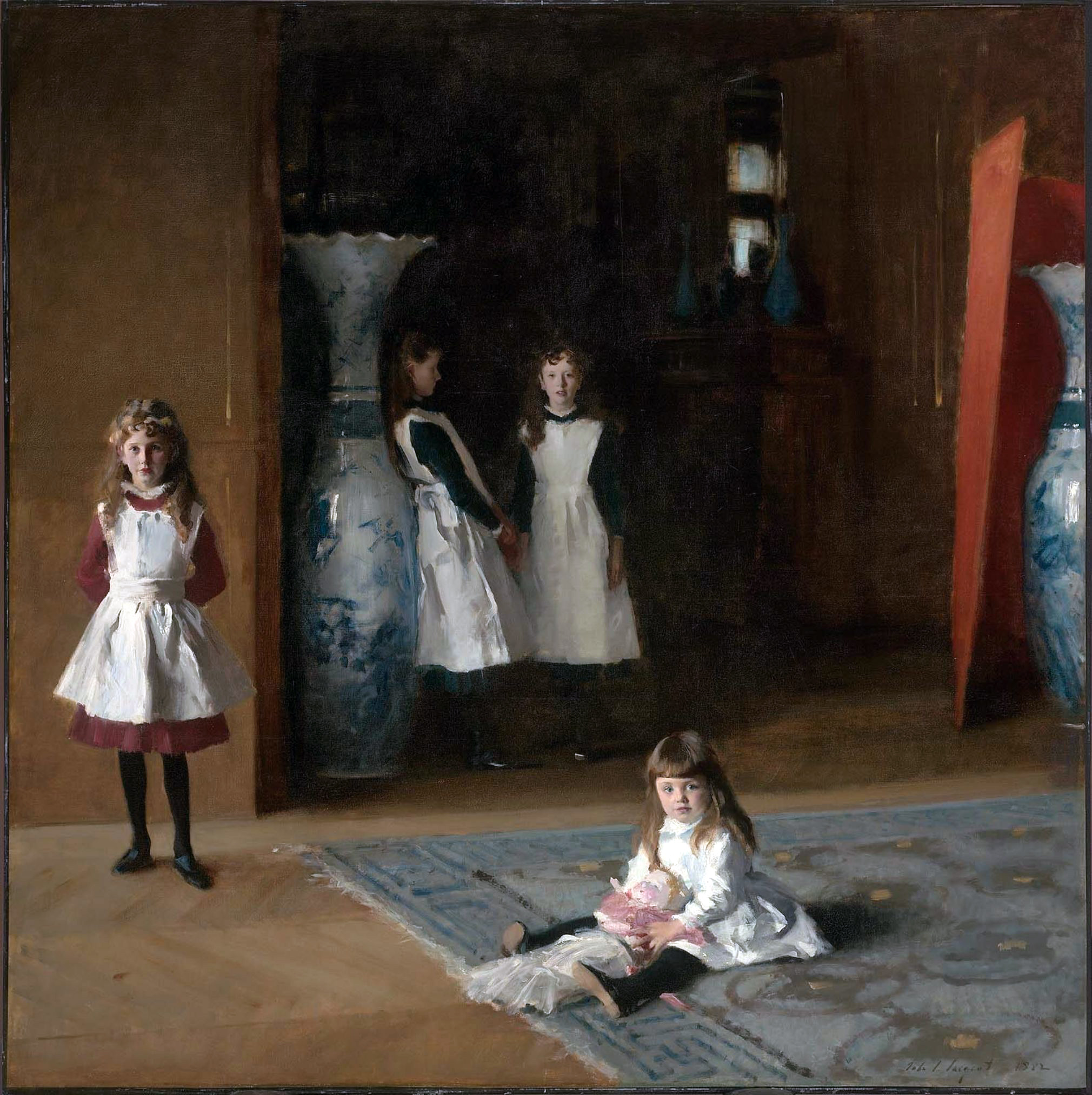
1882年ジョン・シンガー・サージェント作、『エドワード・D・ボイトの娘たち』。ボストン美術館蔵。

19世紀、英国人の絵画収集家ウィリアム・ジョン・バンクスは、スペイン独立戦争期にスペインに旅をし、デル・マーソによる『ラス・メニーナス』の模写を手に入れた。
彼自身はそれを、ベラスケスの手によるオリジナルの油彩習作だと思っていたが、ベラスケスは通常そのような習作を描かなかった。バンクスは自身が購入したものを「我が収集の栄光」と呼び、「契約には長くかかり、かなりの金額を支払った」と記した。模写は19世紀の英国で、賞賛されていた。
芸術界は1819年以後、あまりイタリア的でないベラスケスの絵を新たに評価し始め、フェルナンド7世は王家のコレクションを一般公開した。1870年、アンリ・ファンタン＝ラトゥールは「パティニョールのアトリエ」という作品を描き、中央で絵筆をとっているのがマネで、彼の右に額縁に入ったように描かれているのがルノワール、右隣にエミール・ゾラ、右端にモネなどと新しい時代の才能を描いている。1879年、ジョン・シンガー・サージェントは『ラス・メニーナス』の模写を小さなスケールで作製し、1882年には『エドワード・D・ボイトの娘たち』を描いて『ラス・メニーナス』へのオマージュとした。一方アイルランドの画家ジョン・レイヴァリ(1856–1941年)は、ベラスケスの本作を元に肖像画『1913年、バッキンガム宮殿の国王一家』を描いた。絵の制作期間にはジョージ5世がレイヴァリのアトリエを訪れ、おそらくベラスケスの像のサンティアゴ騎士団の十字をフェリペ4世が描いたという伝説を思い出したのであろう、自身で肖像画に手を入れることができないか、レイヴァリに尋ねている。レイヴァリによれば、「ロイヤル・ブルーが適当だろうと思われたので、私がパレットに色を調合し、ジョージ5世本人が筆をとってガーター勲章のリボンを描いた」という。
1957年の8月から12月にかけて、パブロ・ピカソは『ラス・メニーナス』（Las Meninas）に基づく人物像など連作を58通り描いた。それらは現在、バルセロナにあるピカソ美術館の『ラス・メニーナス』室に納められている。連作でピカソは登場人物を変えることはなかったが、主に保持されたのは、場面の自然さである。美術館によれば、ピカソ作品の構成は「形、リズム、色、動きの徹底的な考察」に基づいているという。『ピカソ作メニナス』と名付けられた1973年リチャード・ハミルトン (画家)作のエッチングは、ベラスケスとピカソ両方の絵に基づいて描かれている。写真家ジョエル＝ピーター・ウィトキンは、スペイン文科省の依頼を受けて1987年、『ラス・メニーナス　ニュー・メキシコ』と題する作品を制作した。これは、ベラスケスの絵や、他のスペイン人画家の作品を元に創作された写真である。
2004年には、ビデオ・アーティストのイヴ・サスマンが『アルカサルの89秒』と題し、『ラス・メニーナス』を元にした高解像度のビデオ絵画を撮影した。この作品はおよそ89秒間のもので、王族と廷臣たちが連れだって入ってきて、最後にはベラスケスの絵を正確に再現した映像で終わる。サスマンはこのために、建築家、舞台美術家、振付師、衣装デザイナー、俳優、女優、撮影隊など35のチームを組んだ。
2008年、ピカソ美術館で『 Forgetting Velázquez　: Las Meninas 』と題し、ベラスケスの絵に触発された作品の展示が行われた。展示された作品には、フェルミン・アグアジョ（Fermín Aguayo）、アヴィグドール・アルカ（Avigdor Arikha）、クラウディオ・ブラボ（Claudio Bravo）、フアン・カレーニョ・デ・ミランダ、マイケル・クレイグ＝マーティン（Michael Craig-Martin）、サルバドール・ダリ、ホアン・ダウニー（Juan Downey)、ゴヤ、リチャード・ハミルトン、デル・マソ、ヴィック・ムニーズ（Vik Muniz）、ホルヘ・オテイサ、ピカソ、アントニオ・サウラ（Antonio Saura）、フランツ・フォン・シュトゥック、イヴ・サスマン（Eve Sussman）、マノロ・ヴァルデス（Manolo Valdés）、ジョエル＝ピーター・ウィトキン他のものがあった。